# Vogia
Vogia là một chi bướm đêm thuộc họ Erebidae.